# Стельмах Віктор Миколайович
Ві́ктор Микола́йович Сте́льмах (1995—2024) — молодший сержант Збройних сил України, учасник російсько-української війни, що відзначився у ході російського вторгнення в Україну. Позивний «Саба»

## Життєпис
Народився 19 січня 1995 у с. Іванчі Вараського району Рівненської області.
З перших днів російського вторгнення в Україну став на захист країни.
З червня 2022 служив у складі 68-ї окремої єгерської бригади — спочатку піхотинцем. Де самостійно навчається літати на дроні
А з квітня 2023 року стає одним з співзасновників підрозділу БпЛА «Шершні Довбуша» .
Першим у бригаді відбиває штурм мавіком Т3. Систематизує систему скидів. Навчає, ділиться досвідом.
У листопаді 2023 звільнився з війська. Разом з фондом LesiaUa створює школу FPV дронів, де навчає усіх бажаючи. Продовжує допомагати бригаді «Шершні Довбуша» доставляє дрони на фронт.
Вересень 2024 повертається на фронт. Виконуючи бойові завдання, навчаючи побратимів.
18 жовтня 2024 виконуючи бойове завдання, Командир 2 відділення безпілотних авіаційних комплексів 1 взводу БпАК Стельмах Віктор « Саба» загинув.
Попрощались із полеглим воїном 21 жовтня 2024 в рідному селі Іванчі на Рівненщині.

## Нагороди
- Звання Герой України з удостоєнням ордена «Золота Зірка» (21 лютого 2025, посмертно) — за особисту мужність і героїзм, виявлені у захисті державного суверенітету та територіальної цілісності України, самовіддане служіння Українському народові[2].
- Відзнака Головнокомандувача Збройних сил України «Золотий Хрест» (листопад 2023)[3].
- «Хрест Пошани» Відзнака Міністра Оборони України (18 грудня 2023)